# 1986-os fedett pályás atlétikai Európa-bajnokság
Az 1986-os fedett pályás atlétikai Európa-bajnokságot Madridban, Spanyolországban rendezték február 22. és február 23. között. Ez volt a 17. fedett pályás Eb. A férfiaknál 12, a nőknél 10 versenyszám volt. Szalma László távolugrásban ezüstérmet, Bakosi Béla hármasugrásban bronzérmet szerzett. Szalma László 8,24 méteres eredménye azóta is fennálló fedett pályás magyar rekord.

## A magyar sportolók eredményei
Magyarország az Európa-bajnokságon 5 sportolóval képviseltette magát.
Érmesek
| Érem  | Versenyző     | Versenyszám | Dátum       |
| ----- | ------------- | ----------- | ----------- |
| Ezüst | Szalma László | Távolugrás  | február 22. |
| Bronz | Bakosi Béla   | Hármasugrás | február 23. |

## Éremtáblázat
(A táblázatban Magyarország és a rendező nemzet eltérő háttérszínnel kiemelve.)
| Helyezés | Nemzet         | Arany | Ezüst | Bronz | Összesen |
| 1.       | NDK            | 8     | 6     | 5     | 19       |
| 2.       | Szovjetunió    | 3     | 4     | 4     | 11       |
| 3.       | NSZK           | 3     | 1     | 0     | 4        |
| 4.       | Spanyolország  | 2     | 3     | 0     | 5        |
| 5.       | Nagy-Britannia | 1     | 1     | 1     | 3        |
| 6.       | Belgium        | 1     | 0     | 1     | 2        |
| 6.       | Hollandia      | 1     | 0     | 1     | 2        |
| 8.       | Ausztria       | 1     | 0     | 0     | 1        |
| 8.       | Bulgária       | 1     | 0     | 0     | 1        |
| 8.       | Svájc          | 1     | 0     | 0     | 1        |
| 11.      | Olaszország    | 0     | 2     | 1     | 3        |
| 12.      | Lengyelország  | 0     | 2     | 0     | 2        |
| 13.      | Franciaország  | 0     | 1     | 3     | 4        |
| 14.      | Románia        | 0     | 1     | 2     | 3        |
| 15.      | Magyarország   | 0     | 1     | 1     | 2        |
| 16.      | Csehszlovákia  | 0     | 0     | 1     | 1        |
| 16.      | Jugoszlávia    | 0     | 0     | 1     | 1        |
| 16.      | Portugália     | 0     | 0     | 1     | 1        |
| 16.      | Svédország     | 0     | 0     | 1     | 1        |

## Érmesek
- WR – világrekord
- CR – Európa-bajnoki rekord
- AR – kontinens rekord
- NR – országos rekord
- PB – egyéni rekord
- WL – az adott évben aktuálisan a világ legjobb eredménye
- SB – az adott évben aktuálisan az egyéni legjobb eredmény

### Férfi
| Versenyszám | Arany                              | Arany    | Ezüst                              | Ezüst   | Bronz                                                 | Bronz   |
| ----------- | ---------------------------------- | -------- | ---------------------------------- | ------- | ----------------------------------------------------- | ------- |
| 60 m        | Ronald Desruelles · Belgium        | 6,61     | Steffen Bringmann · NDK            | 6,64    | Bruno Marie-Rose · Franciaország                      | 6,65    |
| 200 m       | Linford Christie · Nagy-Britannia  | 21,10    | Alekszandr Jevgenyev · Szovjetunió | 21,18   | Nyikolaj Razgonov · Szovjetunió                       | 21,48   |
| 400 m       | Thomas Schönlebe · NDK             | 46,98    | José Alonso · Spanyolország        | 47,12   | Mathias Schersing · NDK                               | 47,59   |
| 800 m       | Peter Braun · NSZK                 | 1:48,96  | Colomán Trabado · Spanyolország    | 1:49,12 | Thierry Tonnelier · Franciaország                     | 1:49,51 |
| 1500 m      | José Luis González · Spanyolország | 3:44,55  | José Luis Carreira · Spanyolország | 3:45,07 | Han Kulker · Hollandia                                | 3:46,46 |
| 3000 m      | Dietmar Millonig · Ausztria        | 7:59,08  | Stefano Mei · Olaszország          | 7:59,12 | João Campos · Portugália                              | 7:59,15 |
| 60 m gát    | Javier Moracho · Spanyolország     | 7,67     | Daniele Fontecchio · Olaszország   | 7,70    | Holger Pohland · NDK                                  | 7,71    |
| Magasugrás  | Dietmar Mögenburg · NSZK           | 2,34     | Carlo Thränhardt · NSZK            | 2,31    | Eddy Annys · Belgium · Geoff Parsons · Nagy-Britannia | 2,28    |
| Távolugrás  | Robert Emmijan · Szovjetunió       | 8,32 CR  | Szalma László · Magyarország       | 8,24 NR | Jan Leitner · Csehszlovákia                           | 8,17    |
| Hármasugrás | Māris Bružiks · Szovjetunió        | 17,54 CR | Vlagyimir Plehanov · Szovjetunió   | 17,21   | Bakosi Béla · Magyarország                            | 16,93   |
| Rúdugrás    | Atanasz Tarev · Bulgária           | 5,70     | Marian Kolasa · Lengyelország      | 5,70    | Philippe Collet · Franciaország                       | 5,65    |
| Súlylökés   | Werner Günthör · Svájc             | 21,51    | Szergej Szmirnov · Szovjetunió     | 20,36   | Marco Montelatici · Olaszország                       | 20,11   |

### Női
| Versenyszám | Arany                          | Arany   | Ezüst                          | Ezüst   | Bronz                             | Bronz   |
| ----------- | ------------------------------ | ------- | ------------------------------ | ------- | --------------------------------- | ------- |
| 60 m        | Nelli Fiere-Cooman · Hollandia | 7,00 CR | Marlies Göhr · NDK             | 7,08    | Silke Gladisch · NDK              | 7,14    |
| 200 m       | Marita Koch · NDK              | 22,58   | Ewa Kasprzyk · Lengyelország   | 22,96   | Kirsten Emmelmann · NDK           | 23,28   |
| 400 m       | Sabine Busch · NDK             | 51,40   | Petra Müller · NDK             | 51,59   | Ann-Louise Skoglund · Svédország  | 52,40   |
| 800 m       | Sigrun Ludwigs · NDK           | 1:59,89 | Cristeana Matei · Románia      | 2:01,54 | Slobodanka Colovic · Jugoszlávia  | 2:03,28 |
| 1500 m      | Szvetlana Kitova · Szovjetunió | 4:14,25 | Tatyjana Lebonda · Szovjetunió | 4:14,29 | Mitica Junghiatu · Románia        | 4:15,00 |
| 3000 m      | Ines Bibernell · NDK           | 8:52,52 | Yvonne Murray · Nagy-Britannia | 9:01,31 | Regina Csisztjakova · Szovjetunió | 9:01,72 |
| 60 m gát    | Cornelia Oschkenat · NDK       | 7,79    | Anne Piquereau · Franciaország | 7,89    | Kerstin Knabe · NDK               | 7,90    |
| Magasugrás  | Andrea Bienias · NDK           | 1,97    | Gabriele Günz · NDK            | 1,94    | Larisza Koszicina · Szovjetunió   | 1,94    |
| Távolugrás  | Heike Drechsler · NDK          | 7,18 CR | Helga Radtke · NDK             | 6,94    | Jelena Kokonova · Szovjetunió     | 6,90    |
| Súlylökés   | Claudia Losch · NSZK           | 20,48   | Heidi Krieger · NDK            | 20,21   | Mihaela Loghin · Románia          | 19,07   |